# Трнава (округ)
О́круг Трна́ва (словац. okres Trnava) — округ (okres, район) у Трнавському краї, південно-західна Словаччина. Площа округу становить 741,3 км², на якій проживає — 129 212 осіб (31.12.2010). Середня щільність населення становить — 174 осіб/км². Адміністративний центр округу — місто Трнава, в якому проживає 67 368 жителів.

## Історія

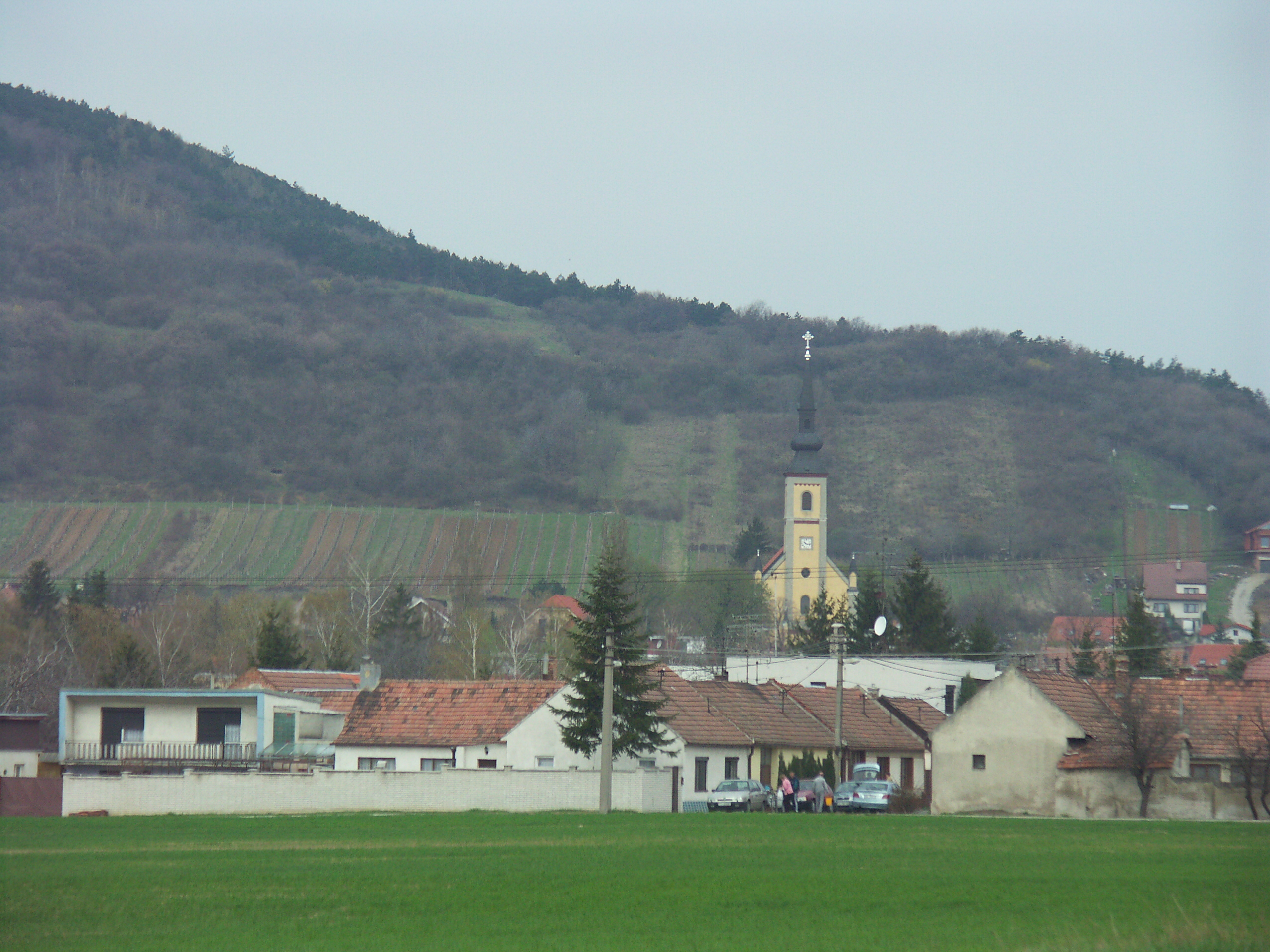
Горне Орешани

До 1918 року округ належав Угорському королівству, а його територія головним чином входила до складу словацької історичної області (комітату) Пожонь (Братислава), за винятком невеликої території на сході навколо села Бучани яка входили до складу комітату Нітра.
В сучасному вигляді округ був утворений 1996 року під час адміністративно-територіальної реформи Словацької Республіки, яка набула чинності 24 липня 1996 року.

## Географія

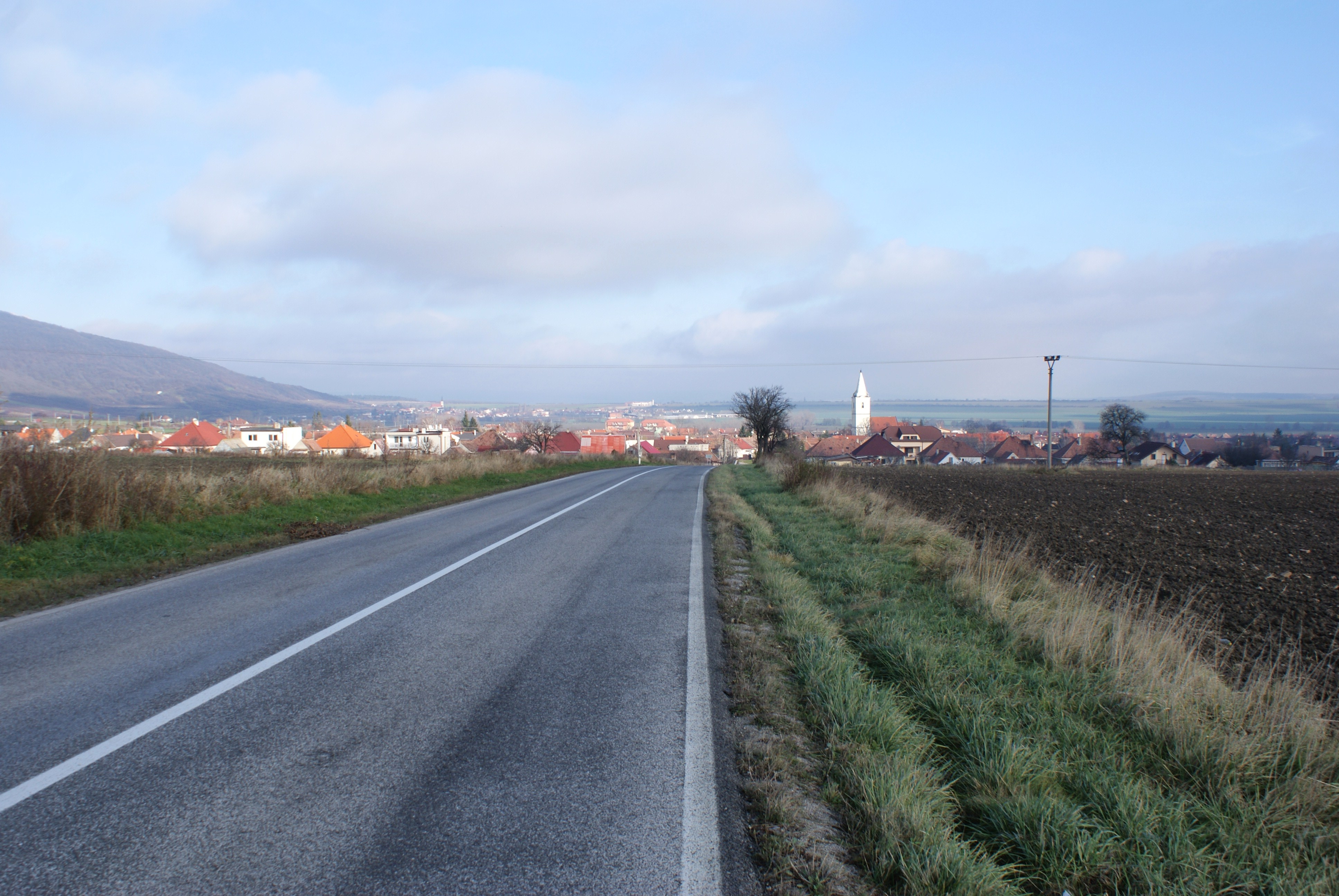
Дольне Орешани

Округ розташований в південно-західній Словаччині, в центрі Трнавського краю. Він межує з округами: на північному заході — Сениця, на північному сході — П'єштяни, на сході — Глоговець, на південному сході — Ґаланта (всі округи Трнавського краю); на південному заході — Сенець та Пезинок, на північному заході — Малацки (всі округи Братиславського краю), на півночі межує з округом Миява (Тренчинський край).
Територією округу протікають річки: Дудваг і її притока Трнавка — басейн Дунаю. Розташовані Трнавські пагорби.

## Статистичні дані

### Населення
| Рік:            | 1994.   | 2004.   | 2014.   | 2024.   |
| --------------- | ------- | ------- | ------- | ------- |
| Кількість осіб: | 126 153 | 126 822 | 129 946 | 132 788 |
| Різниця:        |         | +0,53 % | +2,46 % | +2,18 % |

| Рік:            | 2023.   | 2024.   |
| --------------- | ------- | ------- |
| Кількість осіб: | 132 524 | 132 788 |
| Різниця:        |         | +0,19 % |

### Національний склад 2010

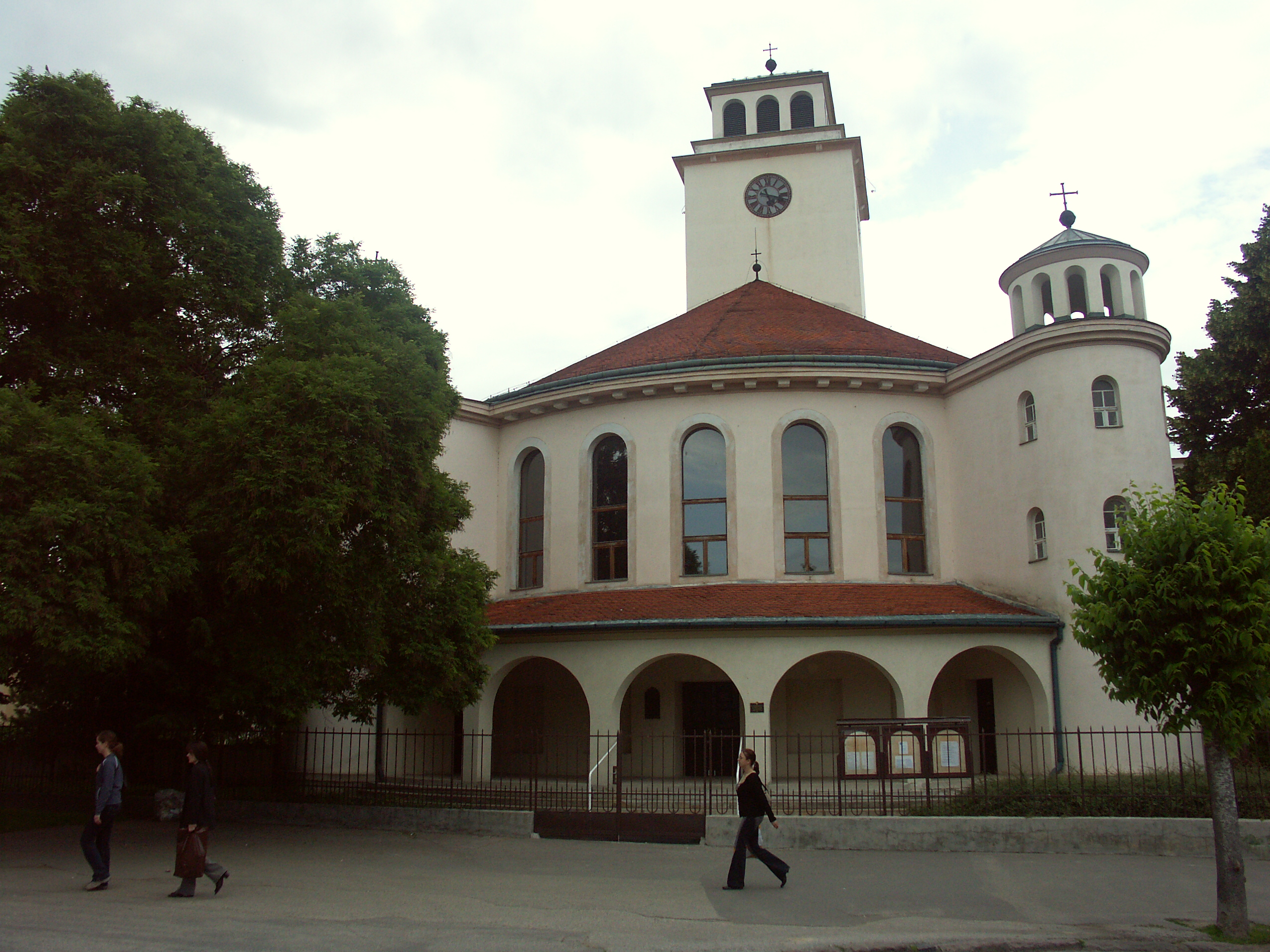
Трнава. Кірха

Національний склад округу, за офіційними даними, є моноетнічним. Основну частину населення тут становлять словаки, майже 97 %, всі інші національності складають трохи більше 3 % від усієї кількості населення округу.
Дані по національному складу населення округу Трнава на 31 грудня 2010 року:
- словаки — 96,86 %
- чехи — 0,75 %
- угорці — 0,19 %
- роми — 0,19 %
- німці — 0,13 %
- інші національності — 1,88 %

### Конфесійний склад 2001
- католики — 81,4 %
- лютерани — 1,8 %
- інші релігії та атеїсти  — 16,8 %

## Адміністративний поділ

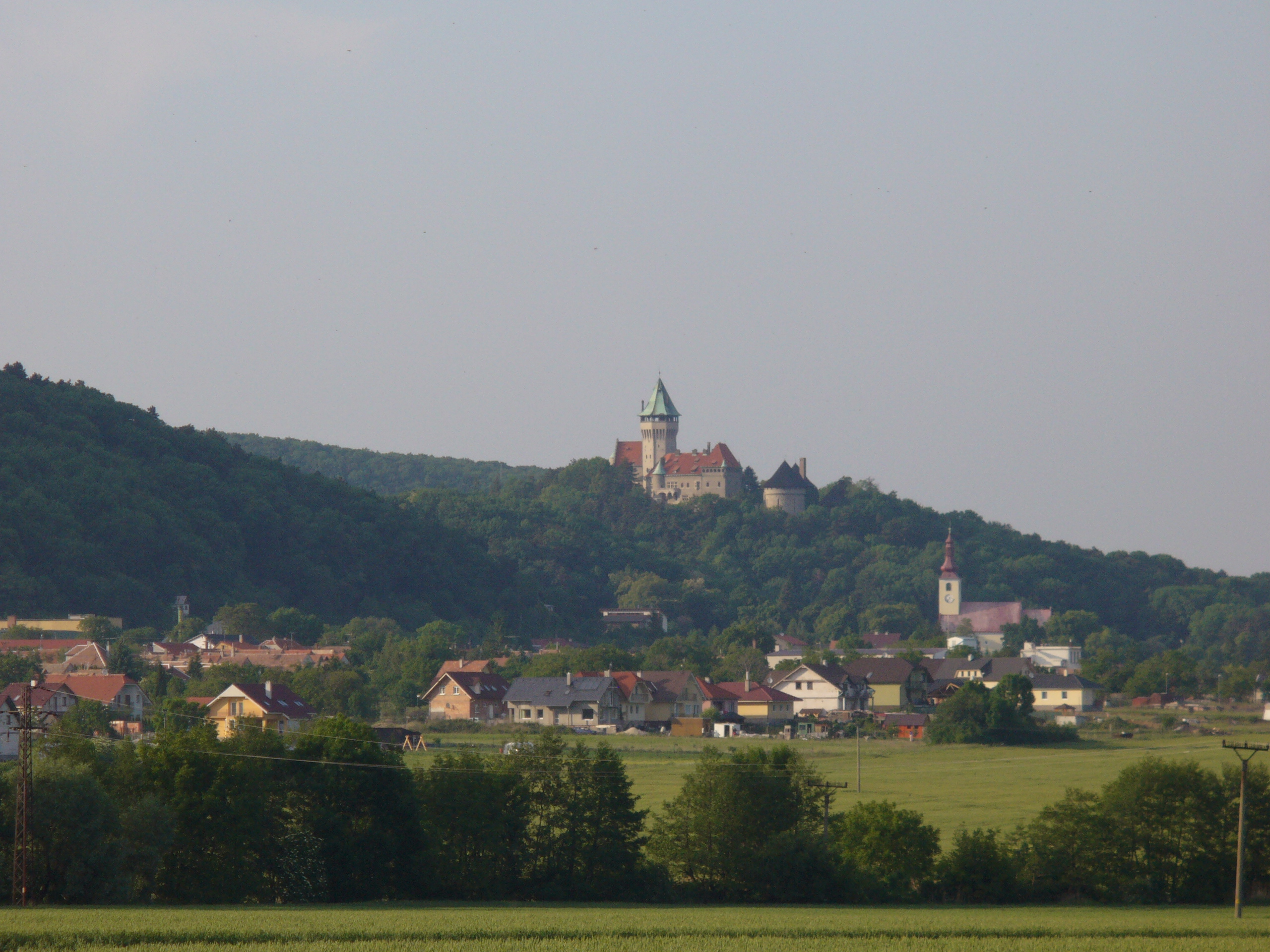
Смолениці. Смоленицький замок

Округ складається із 45 громад (населених пунктів): 44 сіл і 1 міста.

### Міста
- Трнава

### Села
- Бєли Костол
- Биньовце
- Богдановце-над-Трнавоу
- Болераз
- Борова
- Брестовани
- Букова
- Бучани
- Влчковце
- Водеради
- Горна Крупа
- Горне Дубове
- Горне Орешани
- Грнч'яровце-над-Парноу
- Дехтиці
- Довга
- Добра Вода
- Долна Крупа
- Долне Дубове
- Долне Ловчиці
- Долне Орешани
- Завар
- Звончін
- Зеленеч
- Катловце
- Кошолна
- Кріжовани-над-Дудвагом
- Лошонец
- Майціхов
- Малжениці
- Нагач
- Опой
- Павлиці
- Радошовце
- Ружиндол
- Словенска Нова Вес
- Смолениці
- Суха-над-Парноу
- Трстін
- Цифер
- Шелпиці
- Шпачинце
- Шуровце
- Ясловске Богуниці

## Економіка

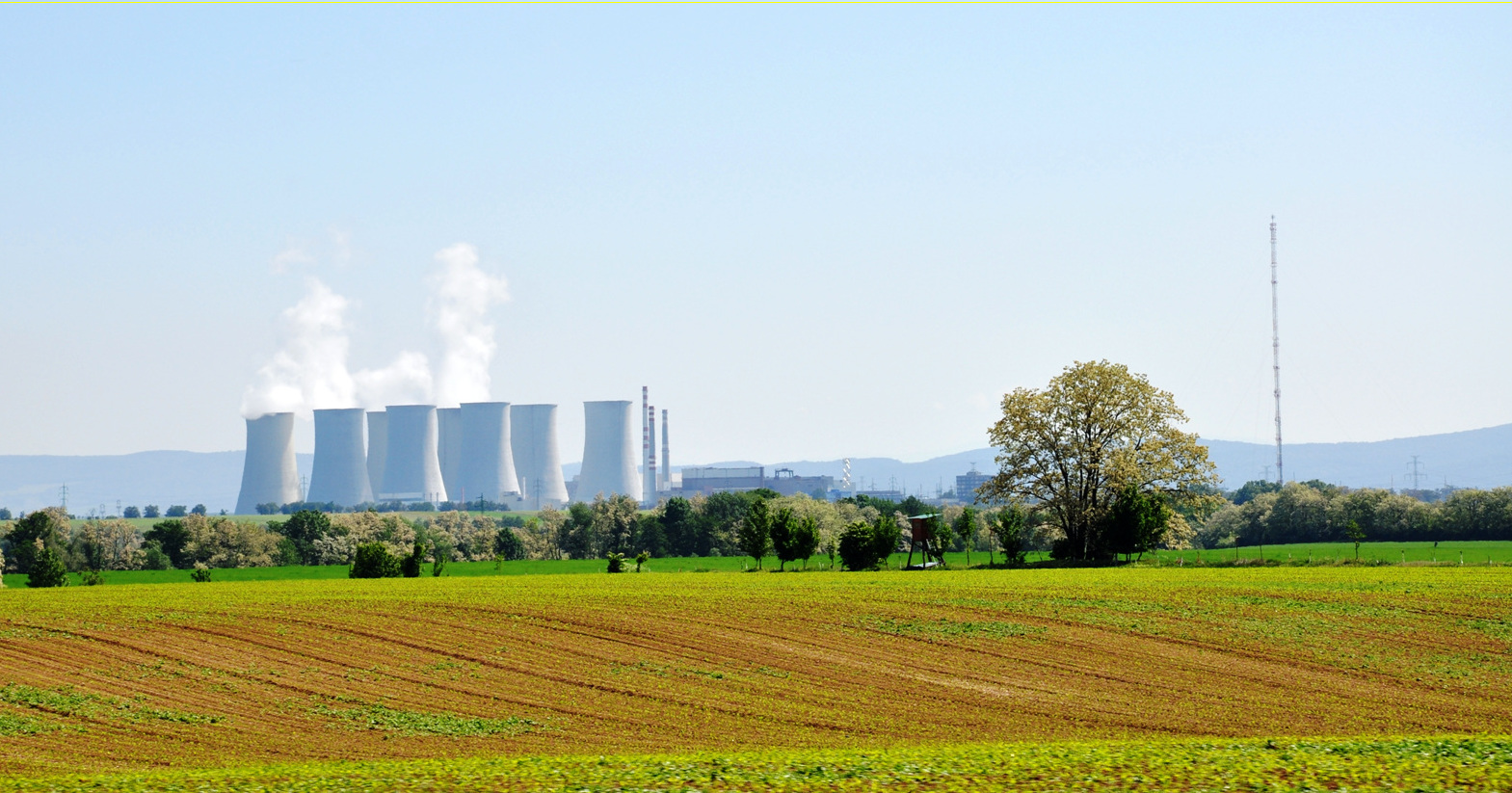
«АЕС Богуниці»

Округ Трнава має важливе значення для електропостачання Словаччини. Поблизу Ясловське Богуніце працює 3 і 4 енергоблоки атомної електростанції «АЕС Богуниці» (Bohunice) встановленою потужністю 944 МВт. У 2011 році було введено в експлуатацію парогазову електростанцію поблизу села Малжениці (Malženice) із встановленою потужністю 430 МВт.

### Транспорт
Територією краю проходять європейські автомагістралі категорії А:
- E75 (E75) за маршрутом: Варде (Норвегія) — Сітія (Греція), (в межах Словаччини (D1): Чадця — Жиліна — Тренчин — Трнава — Братислава);
- E58 за маршрутом: Відень (Австрія) — Ростов-на-Дону (Росія), (в межах Словаччини (D1—R1): Братислава — Трнава — Нітра — Зволен — Кошиці — Михайлівці — Вишнє Німецьке).